# Хуе
Хуе (руанда Huye ka Gasabo, англ. Huye District, фр. District de Huye) — один из районов Южной провинции Руанды. Административный центр — город Бутаре.

## История

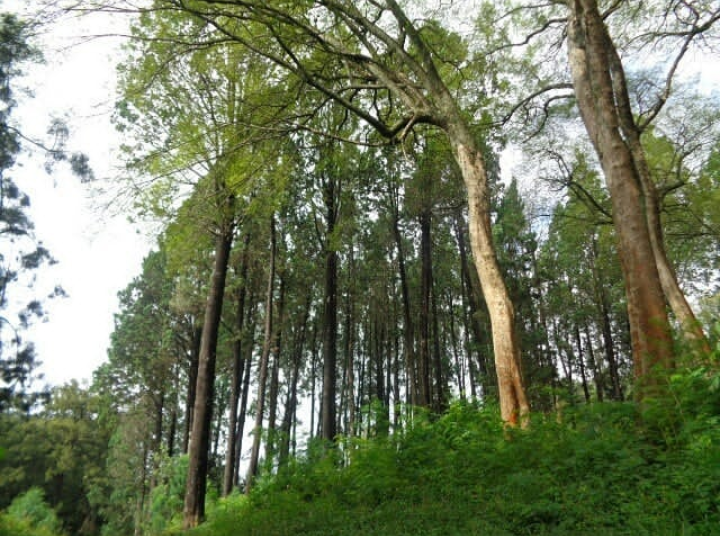
Дендрарий в Хуе, 200 гектаров леса, посаженные бельгийцами в 1934 году.

Город Бутаре был основан в 1920-х годах бельгийцами, являлся административным центром резидентства Руанда и одним из центров бельгийской колонизации региона, в период которой носил название Астрида в честь королевы-консорт Бельгии Астрид и считался «колониальной столицей» Руанды.
В 1962 году, после обретения страной независимости, под названием Бутаре стал административным центром одноимённой провинции, упразднённой в результате реформы 2006 года, по итогам которой вошёл в состав новосозданной Южной провинции; а также был переименован в район Хуе, однако в иностранных источниках продолжилось активное употребление старого названия.

## Описание
Хуйе — один из восьми районов (акарере), составляющих Южную провинцию Руанды.
В 2012 году население  оставляло 381 900 человек, плотность населения — 657 чел/км².

## Административное деление
Район Хуе разделен на 14 секторов: Гишамву, Карама, Кигома, Кинази, Мараба, Мбази, Мукура, Нгома, Рухашья, Хуе, Русатира, Руаниро, Симби и Тумба. Всего насчитывается 508 умудугуду (деревень). Самый крупный населенный пункт района — город Бутаре.

## Образование и спорт
Всего в округе пять университетов и колледжей. В Бутаре находится Национальный университет Руанды. Остальные четыре — это Каминузай'у Руанда Ишамирия Хуйе , Католический университет Руанды, Протестантский институт искусств и социальных наук и Семинари Нкуру йа Ньякибанда. В районе 50 средних школ и 149 начальных школ.  Есть этнографический музей.
Футбольный клуб в Бутаре — Mukura Victory Sports . Многократные обладатели Кубка Руанды проводят свои домашние матчи на стадионе «Стад Хуе», вмещающем около 20 000 болельщиков.

## Фотогалерея

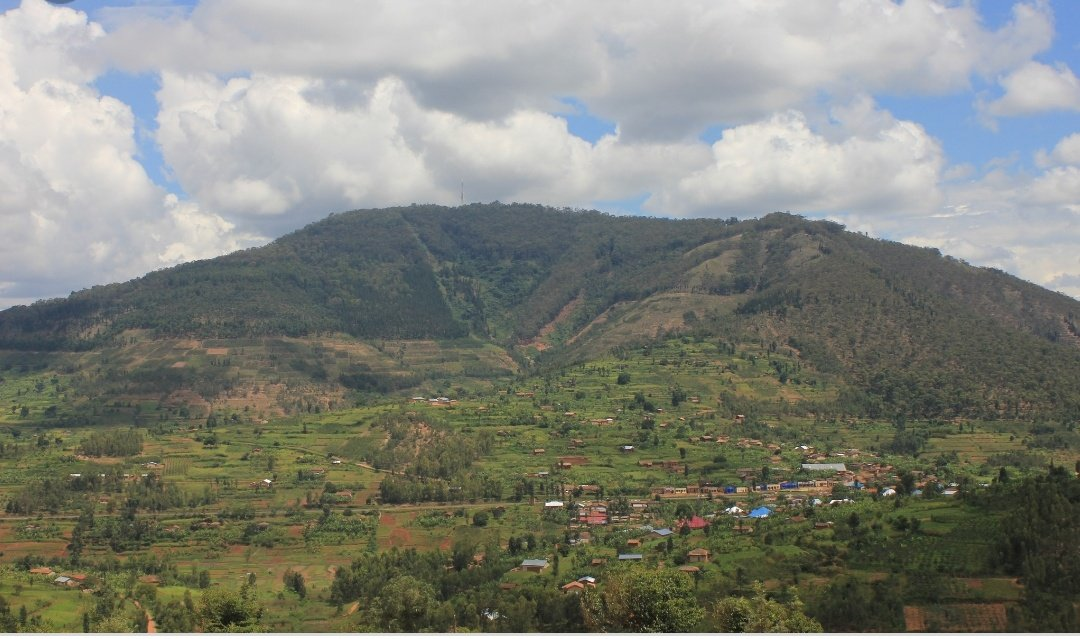
Гора Хуе
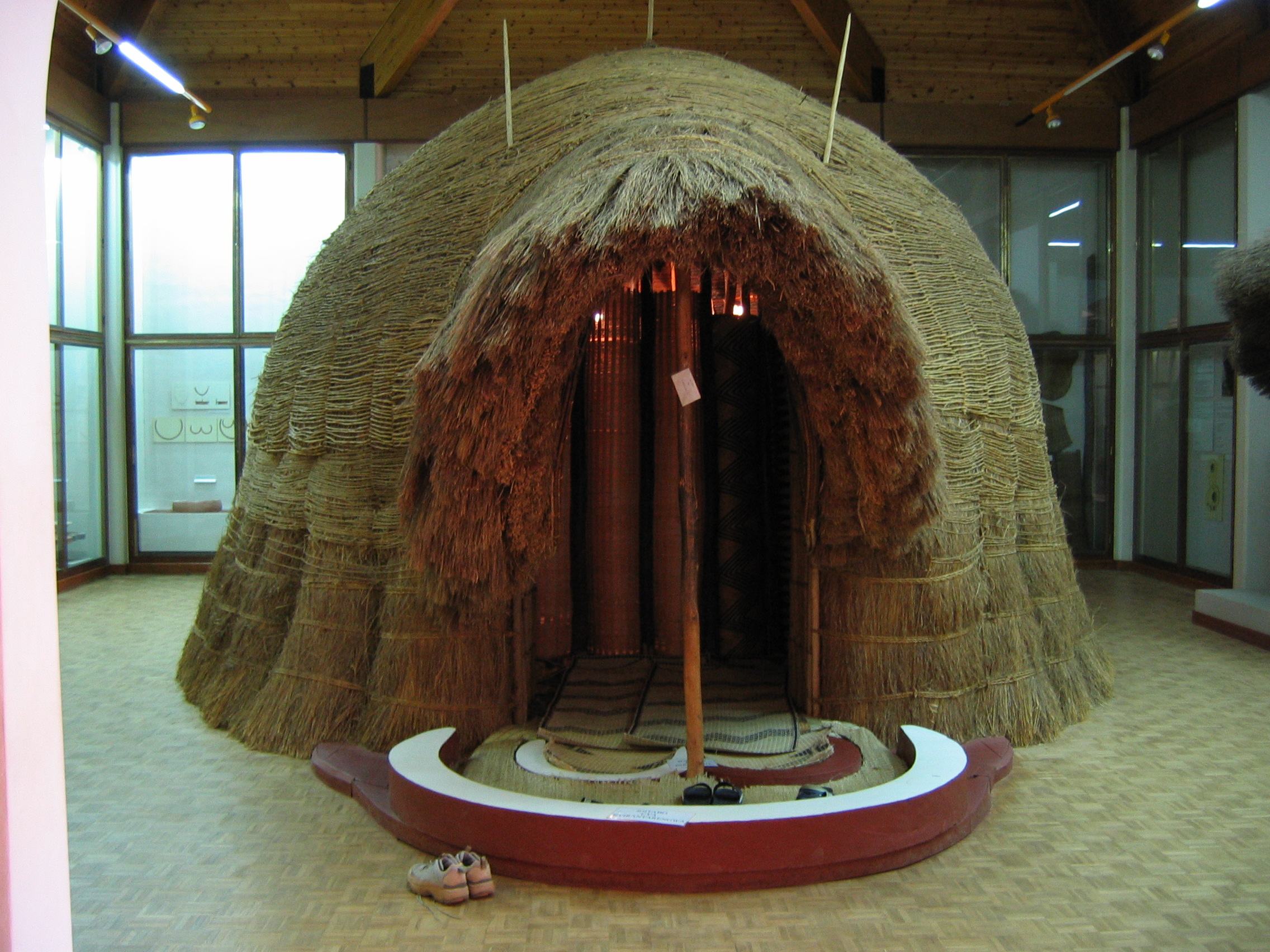
Реконструкция хижины правителя в этнографическом музее
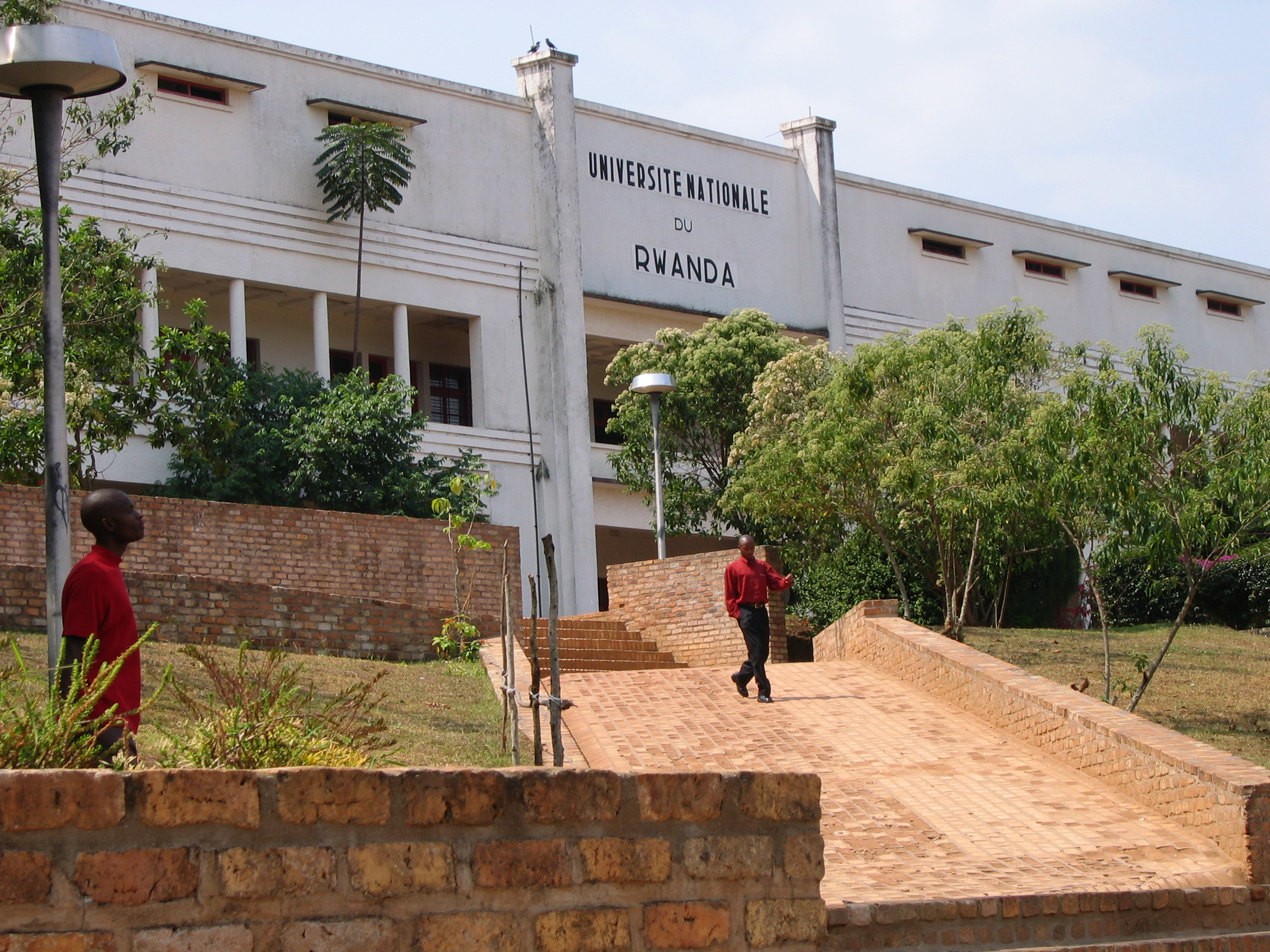
Национальный университет Руанды
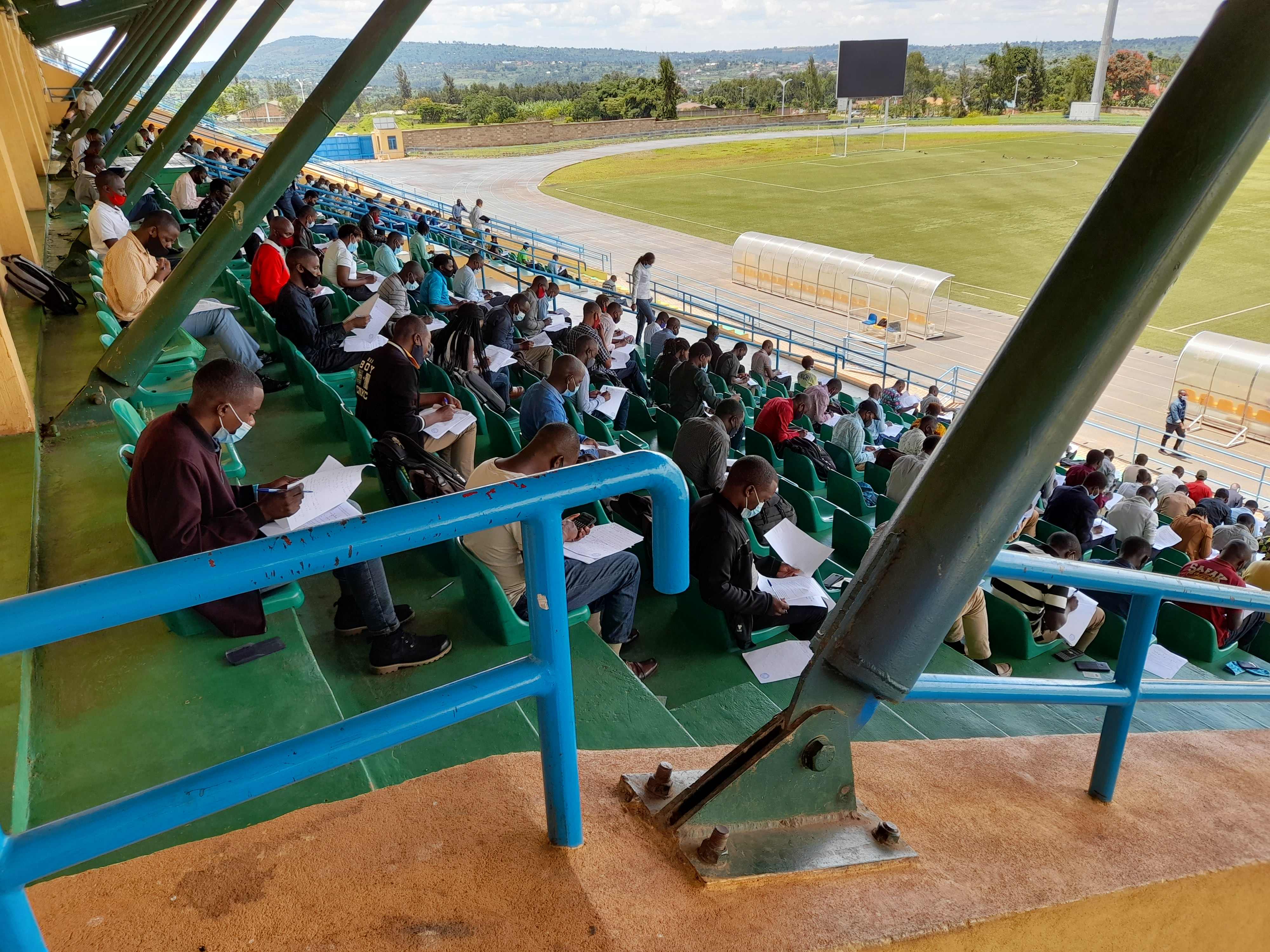
Стадион «Стад Хуе»